# Bebe Rexha
Bebe Rexha, pseudonimo di Bleta Rexha (IPA: beːbeː ˈredʒɑː; New York, 30 agosto 1989), è una cantante e compositrice statunitense di origini albanesi. 
Quattro volte candidata ai Grammy Award, ha ottenuto nel 2012 la Abe Olman Scholarship dalla Songwriters Hall of Fame, grazie a cui inizia la sua carriera come autrice di brani per altri artisti, tra cui Selena Gomez, Iggy Azalea, Nick Jonas, Tinashe, e The Monster di Eminem e Rihanna.
Contemporaneamente ottenuto consensi scrivendo e interpretando numerosi brani di successo, collaborando con David Guetta in Hey Mama, Say My Name, I'm Good (Blue), con G-Eazy in Me, Myself & I, con Martin Garrix in In the Name of Love, con i The Chainsmokers in Call You Mine e Meant to Be con i Florida Georgia Line, venendo riconosciuta con un Academy of Country Music Award, un MTV Video Music Awards, un MTV Europe Music Awards e un Billboard Music Award.
Nel 2018 pubblica il primo album in studio Expectations, che diviene il progetto discografico di maggior successo commerciale della cantante. Successivamente pubblica due album Better Mistakes (2021) e l'eponimo Bebe (2023), che tuttavia non riscuotono successo commercialmente come il progetto di debutto.

## Biografia
Bebe Rexha è nata nel borough newyorkese di Brooklyn da genitori albanesi entrambi della regione albanese della Macedonia del Nord, più precisamente  il padre è originario di Dibër e la madre di Lumnisht, un villaggio vicino Gostivar. Gran parte della sua famiglia vive nella Macedonia del Nord e grazie a ciò ha la cittadinanza di quel paese.
Nella lingua albanese, bletë significa "ape" (in inglese ''bee''); per questo Rexha ha scelto "Bebe" come nome d'arte. Bleta e la sua famiglia si trasferirono nella vicina Staten Island quando lei aveva sei anni.
Rexha suonava la tromba ed ha imparato da sola a suonare la chitarra e il pianoforte. Ha frequentato la Tottenville High School di Staten Island, dove ha partecipato a diversi musical. Dopo essersi unita al coro, ha scoperto che la sua voce era un soprano di coloratura. Rexha considera come influenze musicali i Coldplay, The Cranberries, Lauryn Hill, Alanis Morissette e Kanye West.
Da adolescente, Rexha ha inviato una canzone con cui esibirsi all'evento annuale Grammy Day indetto dalla National Academy of Recording Arts and Sciences. Ha vinto il riconoscimento di miglior compositrice adolescente (Best Teen Songwriter) battendo circa 700 altri partecipanti. Come risultato, ha firmato un contratto con la talent scout Samantha Cox, che ha incoraggiato Rexha ad iscriversi a corsi di scrittura di canzoni a New York.

## Carriera

### 2009–2012: Black Cards

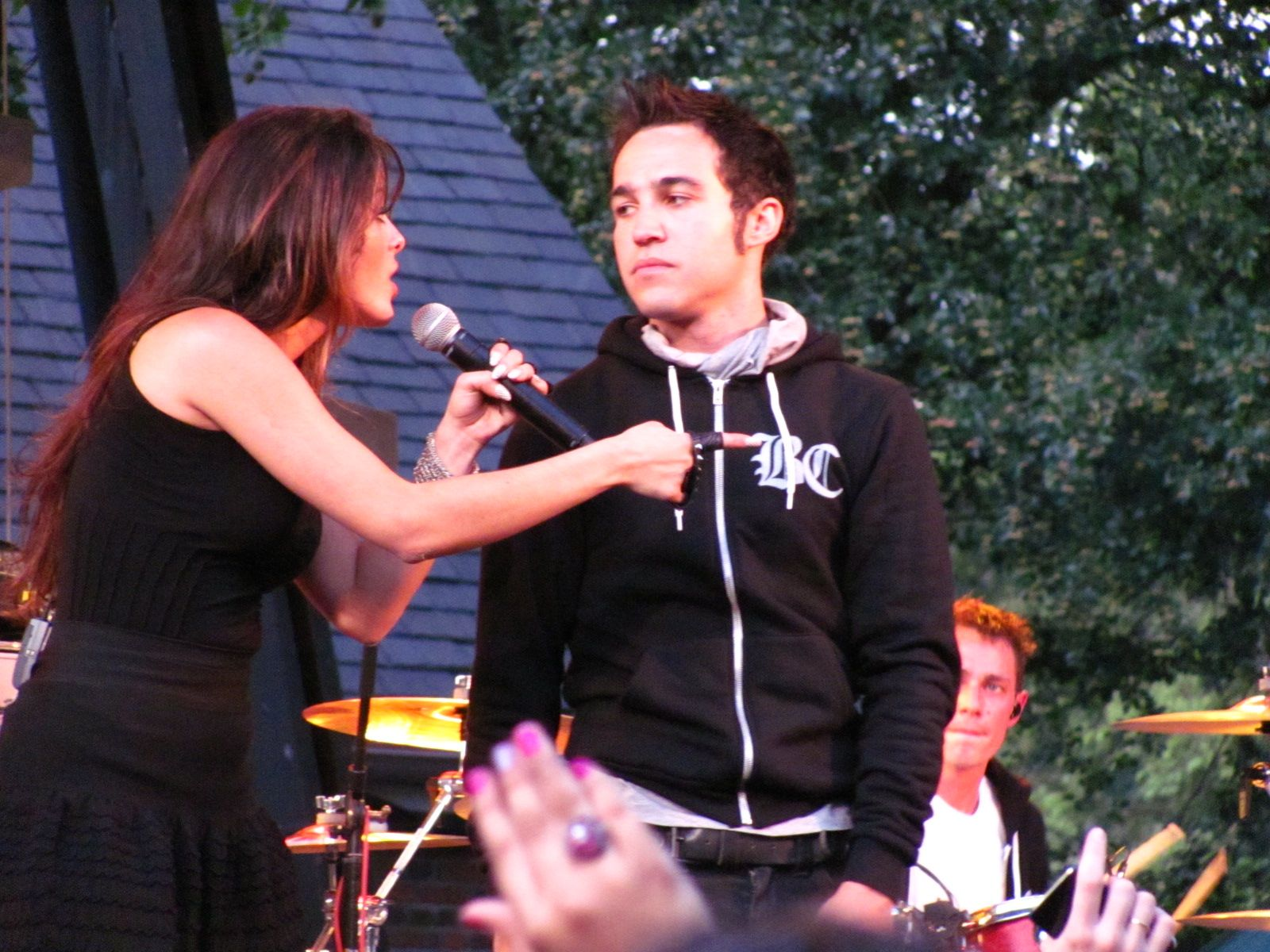
Bebe Rexha e Pete Wentz durante un concerto dei Black Cards a Central Park

Nel 2010, Rexha ha incontrato il bassista dei Fall Out Boy, Pete Wentz, con il quale ha iniziato a lavorare in uno studio di registrazione a New York. In seguito, è diventata membro del duo chiamato Black Cards. Inizialmente ispiratosi dalla musica giamaicana, dopo un contatto col produttore Sam Hollander, il genere musicale sperimentale della band era un miscuglio di generi: ska, dance, reggae, pop e rock britannico degli anni '80. Quanto a Rexha, Wentz ha deciso di firmarla sotto le etichette Decaydance e Island Def Jam. Nella metà del 2011 è stato annunciato davanti alle telecamere di MTV l'uscita del loro primo album. Il 12 gennaio 2012 via Facebook è stato annunciato che Rexha non sarebbe più stata membro del gruppo.

### 2013–2015: debutto da solista eI Don't Wanna Grow Up
Nel 2013 Bebe Rexha ha firmato un contratto con l'etichetta Warner Bros. Records in qualità di cantautrice. Ha incominciato a scrivere diverse canzoni, fra cui Like a Champion di Selena Gomez e Glowing di Nikki Williams, ma la più importante è stata The Monster, canzone di Eminem e Rihanna pubblicata come quarto singolo dell'album The Marshall Mathers LP 2. La canzone ha raggiunto la vetta delle classifiche statunitensi Billboard Hot 100 e Hot R&B/Hip-Hop Songs ed ha vinto un Grammy Award come miglior collaborazione con un artista rap alla 57ª edizione dei Grammy Awards. Nello stesso anno, Rexha ha anche scritto e partecipato al singolo Take Me Home dei Cash Cash.
Il 21 marzo 2014 ha pubblicato il suo singolo di debutto I Can't Stop Drinking About You. La canzone ha raggiunto la 22ª posizione della classifica Top Heatseekers di Billboard. Il videoclip è stato pubblicato il 12 agosto 2014 ed è stato ispirato dai film Ragazze interrotte e Melancholia. A novembre 2014, Rexha ha collaborato con Pitbull per la canzone This Is Not a Drill, inserita nell'ottavo album del rapper intitolato Globalization. A settembre 2014 è stata selezionata come Artista del mese di Elvis Duran e ha partecipato al programma di NBC Today, presentato da Kathie Lee Gifford e Hoda Kotb, dove si è esibita con I Can't Stop Drinking About You.
A dicembre 2014, Rexha pubblica due singoli: I'm Gonna Show You Crazy e Gone. A maggio 2015 pubblica il suo EP di debutto I Don't Wanna Grow Up dalla Warner Bros. Records. Ha anche collaborato alla stesura del singolo Hey Mama di David Guetta, insieme a Nicki Minaj e Afrojack. La canzone ha raggiunto l'ottava posizione della Billboard Hot 100. La sua partecipazione nella produzione del singolo non era stata subito accreditata, nonostante cantasse il ritornello del brano. Il nome di Rexha alla fine è stato aggiunto sulla scheda della canzone a giugno 2015.

### 2015–2017: collaborazioni eAll Your Fault

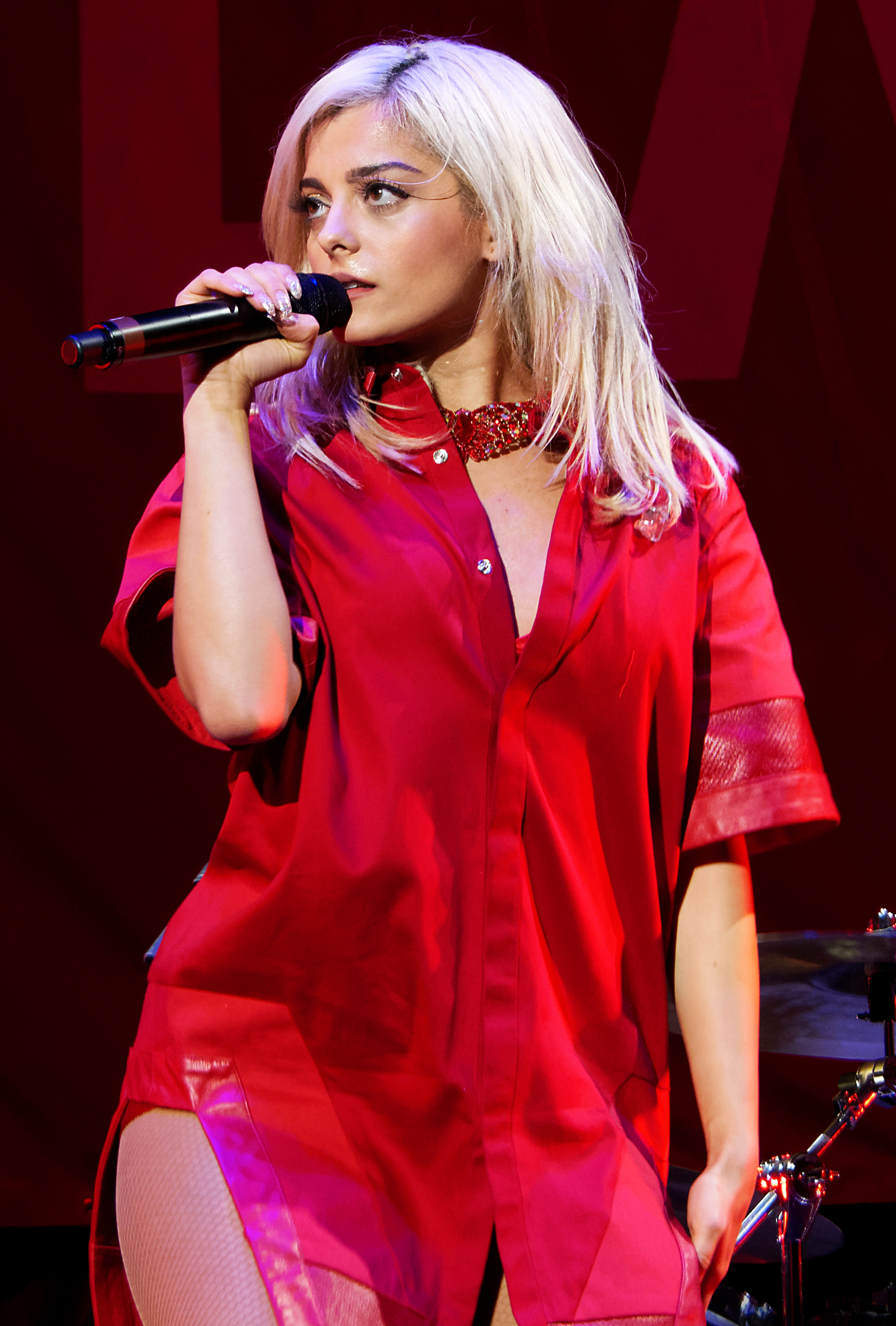
Bebe Rexha in concerto allo Staples Center di Los Angeles nel 2016

Nel gennaio 2015, Rexha ha co-scritto e collaborato in Me, Myself & I di G-Eazy. La canzone ha raggiunto la settima posizione della Billboard Hot 100 e la vetta della Billboard Pop Songs. Il video musicale, pubblicato su YouTube il 29 ottobre 2015, ha superato le 350 milioni di visualizzazioni.
Rexha ha incontrato il manager di Nicki Minaj, Gee Roberson, e ha chiesto se Minaj avrebbe collaborato per una nuova canzone. A marzo 2016, Rexha ha pubblicato il suo singolo, intitolato No Broken Hearts in collaborazione con la rapper. Nell'aprile 2016 è stato pubblicato il video musicale, diretto da Dave Meyer, ed ha superato le 240 milioni di visualizzazioni su YouTube.
Il 29 luglio 2016, Rexha e Martin Garrix hanno pubblicato il loro singolo, In the Name of Love. Ha raggiunto la 24ª della Billboard Hot 100, la quarta della Hot Dance / Electronic Songs ed è entrata nella top 10 in diversi Paesi, tra cui Regno Unito, Canada, Australia, Italia e Nuova Zelanda. Il video musicale è stato pubblicato il 23 agosto 2016 ed ha superato le 345 milioni di visualizzazioni.
Il 28 ottobre 2016, Rexha ha pubblicato il singolo I Got You. Ha raggiunto la 17ª posizione della classifica Pop Songs di Billboard e la 43ª della Billboard Hot 100. Il video musicale è stato pubblicato il 6 gennaio 2017 e ha raggiunto oltre 50 milioni di visualizzazioni in quattro settimane ed ha superato le 290 milioni di visualizzazioni su YouTube. L'intenzione era quella di pubblicare un album in studio intitolato All Your Fault, ma in seguito si è deciso di pubblicarlo in una serie di EP. No Broken Hearts è stato scartato, rendendo I Got You il primo ed unico singolo di All Your Fault: Pt. 1. L'EP è stato pubblicato il 17 febbraio 2017 ed ha raggiunto la 51ª posizione della Billboard 200. A marzo 2017 a Dallas, Rexha ha iniziato il suo primo tour da solista, chiamato All Your Fault Tour, con un totale di 29 date per promuovere l'EP in Nord America e in Europa. Il 6 novembre 2016, Rexha ha presentato gli MTV Europe Music Awards del 2016, a Rotterdam e si è esibita con I Got You e In the Name of Love.
Nel maggio 2017, è andato in onda su MTV un documentario che esplora i momenti che hanno cambiato la vita di Rexha e il suo viaggio verso la popolarità, intitolato Bebe Rexha: The Ride.
Il 19 maggio 2017 è stato pubblicato The Way I Are (Dance with Somebody) in collaborazione con Lil Wayne come primo singolo di All Your Fault: Pt. 2. Il 12 giugno, Rexha ha eseguito la canzone alla conferenza stampa di Ubisoft E3, prima di annunciare Just Dance 2018, in cui è presente la canzone. Il secondo EP è stato pubblicato l'11 agosto 2017 ed ha raggiunto la 33ª posizione della Billboard 200.
Il 21 luglio 2017, il membro degli One Direction Louis Tomlinson ha pubblicato il singolo Back to You, in collaborazione con Rexha e Digital Farm Animals. La canzone ha raggiunto la 40ª posizione della Billboard Hot 100 e la top 10 in diversi Paesi, come Repubblica Ceca, Regno Unito, Ungheria e Spagna.
Il 24 ottobre 2017, è stato pubblicato Meant to Be in collaborazione con i Florida Georgia Line come secondo singolo della Pt. 2, con il video musicale pubblicato in anteprima il giorno prima. Ad oggi, il videoclip conta più di 810 milioni di visualizzazioni. La canzone ha raggiunto la seconda posizione della Billboard Hot 100, diventando il più grande successo di Rexha, e dal 7 luglio 2018 ha trascorso 32 settimane alla numero uno della Hot Country Songs di Billboard.
Il 23 novembre 2017 viene pubblicato un singolo, Home, inciso come parte della colonna sonora del film Bright diretto da David Ayer insieme a Machine Gun Kelly e alla band X Ambassadors. La canzone ha raggiunto le posizioni numero 74 in Australia, 43 in Canada e 90 negli Stati Uniti.

### 2018:Expectations

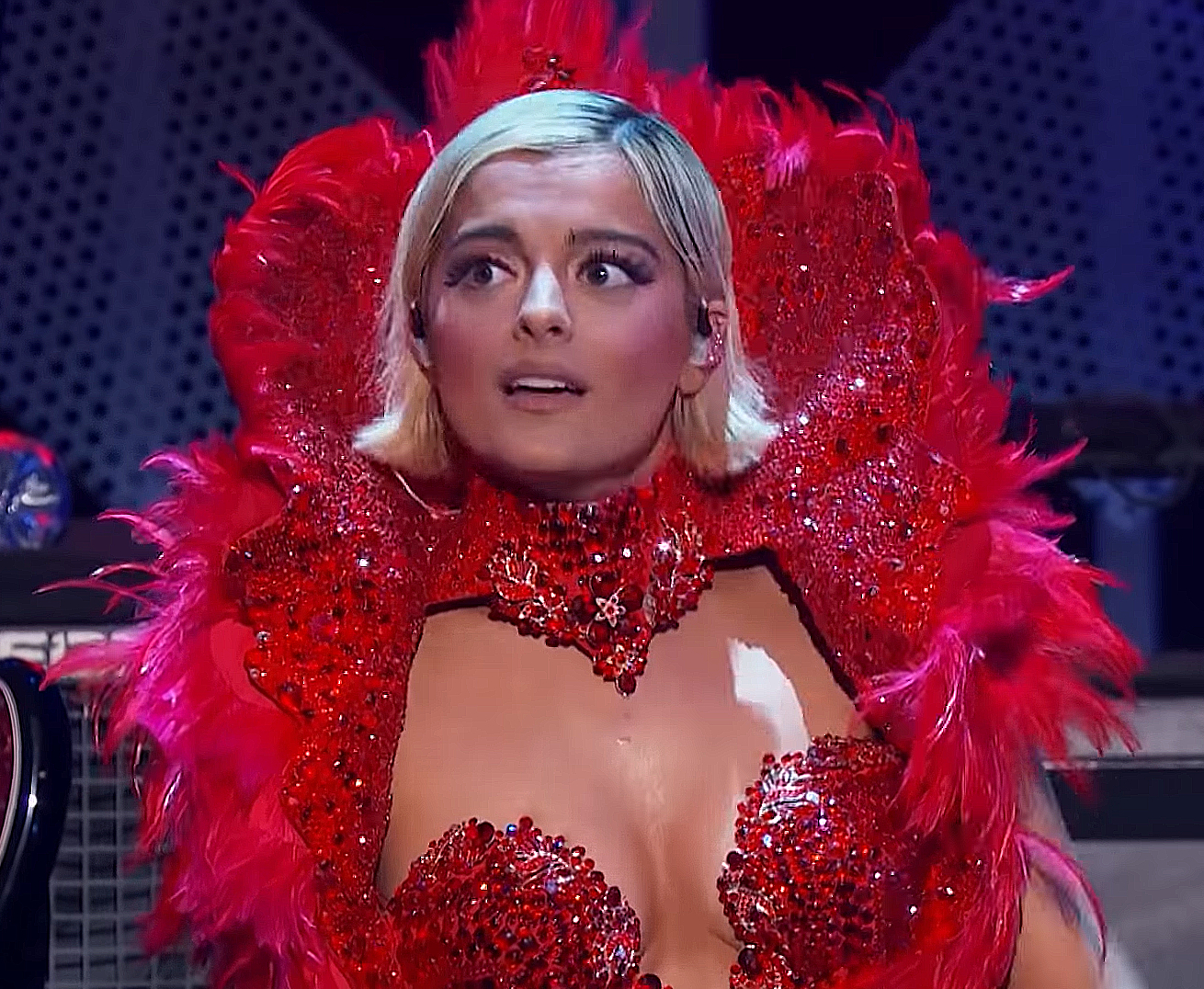
Bebe Rexha al Jingle Bell Ball 2018

Il 27 febbraio 2018 Bebe Rexha ha organizzato una cena nel ristorante Cecconi, a West Hollywood, con delle cantautrici, artisti e produttrici, per celebrare le donne nell'industria musicale. Tra le persone che hanno partecipato alla cena, un evento che ha preso il nome di Women in Harmony, vi sono Kelsea Ballerini, Julianne Hough, Avril Lavigne, Lauren Christy, Charli XCX, JoJo, Sevyn Streeter, Ali Tamposi, Kim Petras, Ilsey Juber, Erika Ender (co-scrittrice della hit del 2017 Despacito), Ester Dean, Daya, Krewella, Aluna Francis del duo AlunaGeorge, Emily Warren, Kiiara, Sofia Carson e Asia Whiteacre (con cui Bebe ha collaborato per scrivere Ferrari).
Bebe aveva intenzione di pubblicare un terzo extended play, intitolato All Your Fault: Pt. 3 e il suo manager ne aveva confermato la pubblicazione entro la fine del 2017. Tuttavia, Rexha ha rivelato che il suo progetto successivo si sarebbe chiamato Expectations tramite un post su Twitter nel novembre 2017. Il 13 aprile 2018 sono stati pubblicati due singoli promozionali, Ferrari e 2 Souls on Fire, mentre il 15 giugno 2018 è stato pubblicato, insieme al rispettivo lyric video, il primo vero e proprio singolo inedito estratto dal suo album, I'm a Mess. Il video ufficiale del singolo, pubblicato il 19 luglio 2018, conta ad oggi più di 440 milioni di visualizzazioni.
Expectations è stato pubblicato il 22 giugno 2018 ed ha raggiunto al suo picco la 13ª posizione della Billboard 200. Tutte le tracce dell'album sono state co-scritte dalla cantante stessa e per la realizzazione del disco Rexha ha collaborato con produttori come Max Martin, Ali Payami, JUSSI, Jason Evigan, Louis Bell, The Monsters and the Strangerz, Hit-Boy e The Stereotypes.
Il 18 dicembre 2018 la cantante attraverso un post su Instagram successivamente rimosso e tramite un tweet ha rivelato che, a differenza di come affermato mesi prima, la Warner Records non avrebbe più pubblicato Knees come secondo singolo del disco, dopo essersi anche rifiutata di fare promozione all'album, ma che per soddisfare i fan Rexha avrebbe eseguito, su concessione della sua etichetta, il brano dal vivo "per la prima e per l'ultima volta in televisione" durante la puntata del 20 dicembre di The Tonight Show Starring Jimmy Fallon.

### 2019–presente:Better MistakeseBebe

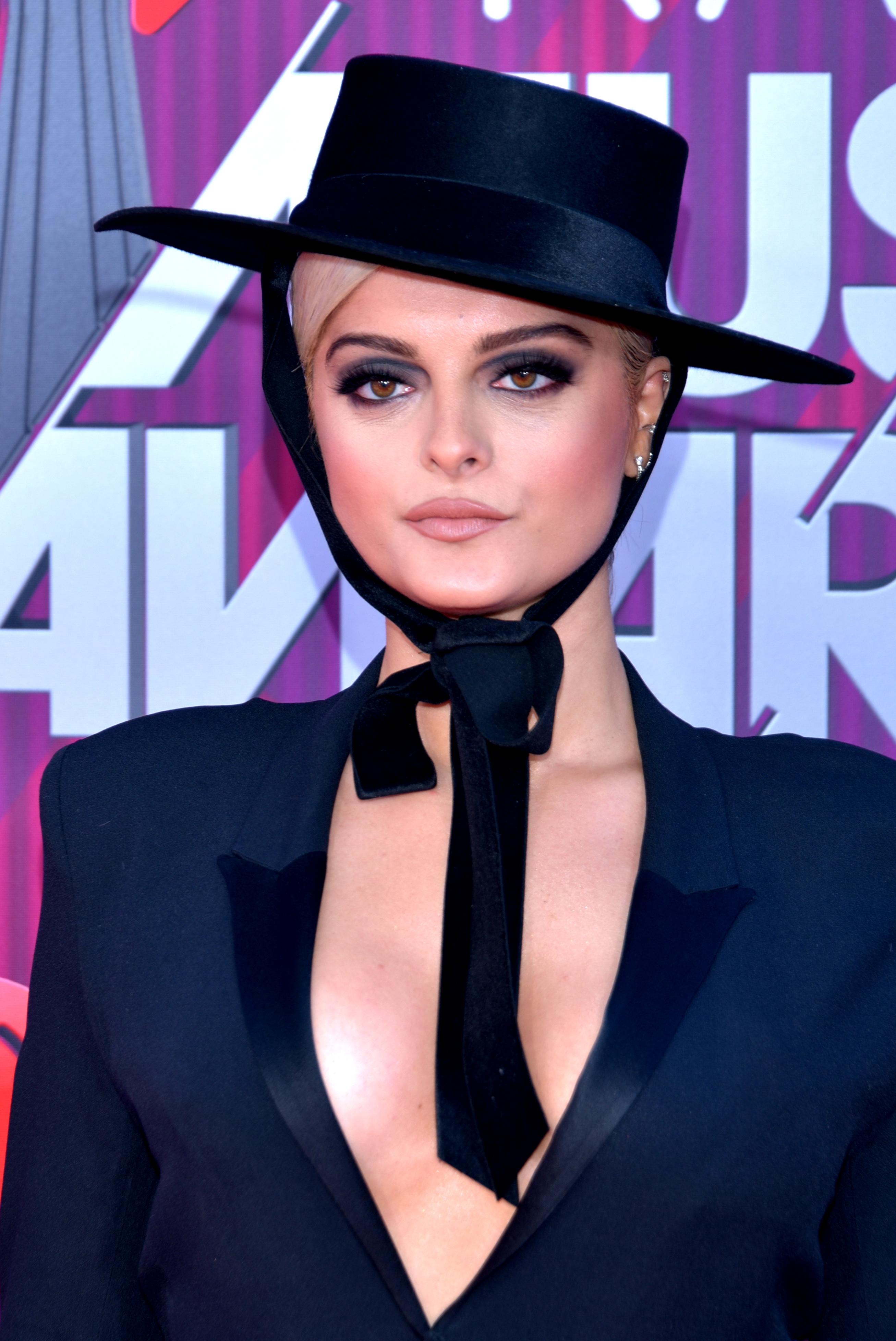
Bebe Rexha nel 2019

Il 31 maggio 2019 viene pubblicato Call You Mine, singolo dei The Chainsmokers al quale ha partecipato Bebe Rexha. Il 12 luglio 2019 viene pubblicato Harder, singolo di Jax Jones al quale ha partecipato Bebe Rexha.
A inizio 2019, Bebe Rexha conferma l'uscita del singolo Last Hurrah, pubblicato il 15 febbraio dello stesso anno. Il singolo era stato scelto dalla stessa artista nel dicembre precedente. Bebe Rexha annuncia il 12 agosto 2019 la pubblicazione di un altro singolo, Not 20 Anymore, pubblicato il 30 agosto 2019, in occasione del suo trentesimo compleanno. Dopo svariati ritardi e rimandanti, la Warner decise di non pubblicare più la versione deluxe dell'album Expectations e di procedere con il secondo album in studio di Rexha.  L'artista e Apple Music confermano come successivo singolo Mama. Successivamente, l'artista ha pubblicato la ballad You Can't Stop the Girl, inclusa nella colonna sonora del film Maleficent - Signora del male.
Nel 2020, Bebe Rexha ha confermato che la pubblicazione del suo secondo album è stata posticipata a «tempi migliori». L'artista ha affermato di non ritenere consona la pubblicazione del lavoro in tale momento storico a causa, chiaramente, della pandemia di COVID-19. A ottobre dello stesso anno si esibisce con Alicia Keys nel brano Gramecy Park, canzone della Keys, durante il programma televisivo The Late Late Show with James Corden. Il 9 ottobre 2020 pubblica il singolo Baby, I'm Jealous in collaborazione con Doja Cat, singolo che anticipa il suo secondo album in studio, Better Mistakes, pubblicato il 7 maggio 2021. Il successivo 27 ottobre pubblica una seconda versione del brano, in cui viene coinvolta anche la cantante latina Natti Natasha. Nel marzo 2021 pubblica il singolo Sacrifice.
Tra 2021 e 2022 collabora due volte con il DJ David Guetta: prima nella versione per il mercato anglofono del singolo Family e poi in I'm Good (Blue), singolo che include un campionamento di Blue degli Eiffel 65. La seconda collaborazione ha ottenuto successo internazionale, raggiungendo la prima posizione di numerose classifiche tra cui Australia, Canada e Regno Unito.
Successivamente viene annunciata l'uscita del suo terzo disco Bebe, avvenuta il 28 aprile 2023; il disco è stato anticipato dal sopracitato I'm Good (Blue), dal singolo solista Heart Wants What It Wants e dal singolo promozionale Call on Me.

## Discografia
- 2018 – Expectations
- 2021 – Better Mistakes
- 2023 – Bebe